# Olivier Tallaron
Olivier Tallaron est un journaliste sportif français officiant sur Canal+.
Ayant grandi en région parisienne, Tallaron se rend au Parc des Princes durant sa jeunesse avec son père. Il joue au foot de 7 à 20 ans, notamment à Saint-Ouen-l'Aumône (Val-d'Oise) où il côtoie Éric Rabésandratana, joueur du PSG entre 1997 et 2001. N'ayant pas les qualités suffisantes pour devenir footballeur professionnel, il se dirige finalement vers le journalisme sportif.
Après un passage dans une radio locale parisienne et à La Gazette du Val-d'Oise, il fait ses débuts à la télévision sur InfoSport où il présente Le journal des clubs entre 2003 et 2008, du lundi au vendredi. À la suite du rachat de la chaîne par Canal+ en 2007, il rejoint l'équipe du Canal Football Club l'année suivante, peu après le lancement de l'émission. Il est alors chargé de capturer des moments de vie des clubs de Ligue 1. En parallèle, il anime 20h Foot à partir de 2008 sur I-Télé pendant deux ans. Puis de septembre 2010 à juin 2011, il présente Les Spécialistes chaque mercredi à 19h40 sur Canal+Sport.
Depuis septembre 2013, Olivier Tallaron réalise les interviews en bord de terrain à l'instar de Laurent Paganelli (son collègue sur Canal+) pour le match de Ligue 1 le samedi à 17h00 et de Ligue des champions. Surnommé le « fonceur de Canal + », le journaliste est connu pour son profil « rentre-dedans » au « style offensif » qui «  s'affranchit souvent des convenances pour décrocher une interview » selon le quotidien sportif L'Équipe. Son poste d'homme de terrain lui ont d'ailleurs fait connaître quelques épisodes particuliers.
En février 2013, il parvient à poser une question à David Beckham, tout juste arrivé à Paris, sur le banc des remplaçants. Surpris par la démarche du journaliste, le joueur anglais lui répondra finalement de façon brève. « Il n'était pas du tout au courant qu'une telle pratique existe en France » confiera le journaliste après le match. Un an plus tard, Olivier Tallaron se fait sévèrement réprimander par l'attaquant du PSG, Zlatan Ibrahimovic, après avoir bousculé involontairement le fils du suédois lors de la célébration du titre du club de la capitale au Parc des Princes. Une séquence qui fera le buzz sur les réseaux sociaux. En janvier 2015, lors de la rencontre PSG-Bastia, après avoir demandé à Ghislain Printant, entraîneur de Bastia, sa tactique, il la révèle auprès de Laurent Blanc, entraîneur parisien, et se fait piéger. Il est amené régulièrement à couvrir les rencontres du Paris-Saint-Germain dont il est supporter. Ses interviews avec Laurent Blanc, ancien entraîneur du PSG, ont d'ailleurs été tournées en dérision par l'émission J+1 où il était présenté comme une victime des saillies verbales de l'entraîneur.
Depuis 2017, il tient une rubrique « Signé Tallal » diffusée en avant-match sur Canal+ où il interview une personnalité actuelle ou passée de la Ligue 1.